# Retchitsa
Retchitsa ou Rečica (en macédonien Речица) est un village du nord de la Macédoine du Nord, situé dans la municipalité de Koumanovo. Le village comptait 557 habitants en 2002. Il est majoritairement serbe.

## Démographie
Lors du recensement de 2002, le village comptait :
- Serbes : 445
- Macédoniens : 110
- Albanais : 1
- Autres : 1